# Compsophorus minor
Compsophorus minor là một loài tò vò trong họ Ichneumonidae.